# Zeng Shaoxuan
Zeng Shaoxuan (chiń. 曾少眩; ur. 29 sierpnia 1981 w Jiangsu) – chiński tenisista.

## Kariera tenisowa
Zawodowym tenisistą Shaoxuan był w latach 2002–2013. Wielokrotnie wygrywał zawody z cyklu ITF Men's Circuit w grze pojedynczej i grze podwójnej. W rozgrywkach z cyklu ATP World Tour osiągnął jeden finał, we wrześniu 2003 roku, w Szanghaju, wspólnie z Zhu Benqiangiem.
W 2008 roku uczestniczył w igrzyskach olimpijskich w Pekinie, odpadając z rywalizacji singlowej i deblowej w I rundzie.
W latach 2002–2009 Shaoxuan reprezentował Chiny w Pucharze Davisa grając łącznie w 26 meczach, z których w 16 zwyciężył.
W rankingu gry pojedynczej Shaoxuan najwyżej był na 299. miejscu (4 stycznia 2010), a w klasyfikacji gry podwójnej na 129. pozycji (9 sierpnia 2004).

### Finały w turniejach ATP World Tour
| Nazwa                         |
| ----------------------------- |
| Wielki Szlem                  |
| Igrzyska olimpijskie          |
| Tennis Masters Cup            |
| ATP Masters Series            |
| ATP International Series Gold |
| ATP International Series      |

#### Gra podwójna (0–1)
| Końcowy wynik | Nr | Data             | Turniej  | Nawierzchnia | Partner      | Przeciwnicy               | Wynik finału |
| ------------- | -- | ---------------- | -------- | ------------ | ------------ | ------------------------- | ------------ |
| Finalista     | 1. | 28 września 2003 | Szanghaj | Twarda       | Zhu Benqiang | Wayne Arthurs Paul Hanley | 2:6, 4:6     |